# Aeroportul Makurdi
Aeroportul Makurdi (IATA: MDI, ICAO: DNMK) este un aeroport din Statul Benue, Nigeria ce deservește zona Makurdi. Aeroportul a fost tranzitat în decembrie 2018 de 0 pasageri. A fost numit după zona deservită.
Situat la o altitudine de 113 m, aeroportul dispune de o singură pistă.